# 石田重廣
石田 重廣（いしだ しげひろ、1958年〈昭和33年〉7月1日 - ）は、日本の実業家。株式会社夢グループ及び株式会社ユーコーの代表取締役社長。

## 人物・経歴
福島県福島市出身。福島大学附属小学校、福島大学附属中学校を卒業し、甲子園を目指して宮城県の東北高等学校に入学。野球部に入部したが、学校の不祥事で対外試合が禁止されたことをきっかけに退学。その後大学入学を目指すも、親から仕送りされた受験料を友人に盗まれ受験を断念。19歳で上京し、築地市場、吉野家などのアルバイトに従事するが、ことごとく解雇された。
その後は本や百科事典、地球儀などの飛び込み営業を経て独立し、広告付き地図の広告を販売する事業を開始。この広告販売業はある程度成功を収めたが、中国絨毯を輸入販売するビジネスは失敗に終わるなど、20代は浮き沈みの激しい生活を送った。
30代で「友交流通グループ」（現・ユーコー）を設立し、中国や香港から育毛剤・バストアップクリームなどを輸入し日本国内で販売する通販事業を始めた。この頃は香港に移住し、日本と香港を往来する二重生活を7年ほど送る。香港で知り合ったある実業家から「いかがわしい商品はやめて高級なシルクを扱え」とアドバイスを受け、主力商品を絹製のパジャマやナイトウェアに切り替え成功を収める。
2003年、狩人のマネジメントを担当するため「有限会社あずさ2号」（現在の夢グループ）を設立した。同社ではイベント出演などの営業に関する料金のパッケージ化が好評を博し、狩人の仕事が激増した。その後、歌手同士の横のつながりで評判となり、所属を希望する歌手が多く現れたという。2006年、三善英史が所属となった際に社名を「夢グループ」に変更し現在に至る。
夢グループのCMに自ら出演している。過去にユーコーの通販広告モデルも自ら務めており、広告を見た顧客からは「モデルがダサすぎる」などとクレームが絶えなかったという。そのため広告起用する芸能人を探す必要性に迫られ、芸能界との関わりができた。CM出演を続ける理由として、「過去の広告で、商品よりも芸能人が目立ってしまい商品の売上に全くつながらないなどの経験もした」ため、経営者として自ら責任を取る覚悟で「自分の口で商品をアピールしたい」という思いがあることをインタビューで語っている。
CMで共演する保科有里とのやり取り等から不倫を疑われているが、当人は「単なるビジネスパートナー」と否定している。むしろ愛人関係と見られていることを逆手に取り、CDのプロモーション等でネタにしている。
CM内でDVDを「デー・ブイ・デー」、CDを「シー・デー」と特徴的な言い方をする。

## 著書
- 『いつでも夢を。 挫折の人生でも前を向いて生きる！』2022年5月　内外出版社　ISBN 978-4-86257-620-0

## 出演

### 配信ドラマ
- 笑ゥせぇるすまん #5「夢の一発屋 -モグリズムI-」（2025年7月25日配信予定、Amazon Prime Video） - 石田重廣（本人） 役[9][10][11]

## ディスコグラフィ

### 参加楽曲
| 発売日        | 商品名      | 歌                | 楽曲                         | 備考 |
| ------------- | ----------- | ----------------- | ---------------------------- | ---- |
| 2022年7月6日  | 夢と…未来へ | 夢 石田社長と有里 | 「夢と…未来へ」              |      |
| 2022年7月6日  | 夢と…未来へ | 夢 石田社長と有里 | 「ごめんなさい、ありがとう」 |      |
| 2023年8月30日 | やすくして♡ | 夢 石田社長と有里 | 「やすくして♡」              |      |